# August Sander
August Sander (Herdorf, no distrito de Altenkirchen, Renânia-Palatinado, Alemanha, 17 de novembro de 1876 – Colônia, 20 de abril de 1964) foi um fotógrafo alemão.

## Biografia
Filho de um carpinteiro que trabalhava numa mina. Trabalhando também numa mina, Sander aprendeu os primeiros rudimentos da fotografia, ajudando a um fotógrafo que trabalhava para a empresa mineira. Com o apoio econômico do seu tio, comprou equipamento fotográfico e construiu um quarto obscuro. Realizou o serviço militar entre 1897 e 1899 como assistente de fotógrafo, e nos anos seguintes viajou pela Alemanha.
Em 1901 começou a trabalhar para um estudo fotográfico em Linz, tornando-se o primeiro sócio em 1902 e, a seguir, único proprietário. Em 1909 saiu e abriu um novo estúdio em Colônia.
| “ | Talvez, da noite à manhã, cresça a insuspeitada atualidade de obras como a de Sander. Deslocamentos do poder, tão eminentes entre nós, costumam fazer uma necessidade vital da educação, do afinamento das percepções fisionômicas. Já venhamos da direita ou da esquerda, teremos que habituarmo-nos a ser considerados quanto à nossa procedência. Também teremos de olhar para os demais. A obra de Sander é mais do que um livro de fotografias: é um atlas que exercita. W.B. | ” |

No início da década de 1920, Sander entrou em contato com o "Grupo de artistas progressistas" (Kölner Progressive), em Colônia, um grupo que, como disse Wieland Schmied, "procurou combinar o construtivismo e a objetividade, geometria e objeto, o geral e o particular, a convicção da vanguarda e o engajamento político, e que talvez mais aproximada para a frente à procura da Nova Objetividade [...] ". Começou um catálogo da sociedade contemporânea alemã, através de uma série de retratos. Em 1927, com o escritor Ludwing Matha, esteve na Sardenha por três meses, fazendo cerca de 500 fotografias, contudo, o seu detalhado diário destas viagens nunca se completou.
O primeiro livro de Sander Face of our Time foi publicado em 1929. Contém uma seleção de 60 retratos da série Retratos do século XX.
Com a chegada dos nazis ao poder, o seu trabalho e a sua vida pessoal ficaram gravemente limitados. O seu filho, Erich membro de um partido de esquerda (Sozialistische Arbeiterpartei Deutschlands), foi detido em 1934, e condenado a 10 anos de cárcere, falecendo em 1944, pouco antes do fim da sua condenação e do fim da guerra.
O seu livro Face of our Time foi proibido em 1936 pelos nazis, e as placas foram destruídas. Durante a década seguinte os seus trabalhos foram dirigidos principalmente a fotografar a natureza e a paisagem. Quando começou a Segunda Guerra Mundial mudou-se de Colônia para uma zona rural. O seu estudo foi destruído em 1944 durante um bombardeamento.
O seu trabalho inclui paisagem, natureza, arquitetura e fotografia da rua, mas é mais conhecido por seus retratos, como exemplificado pela sua série sobre "Pessoas do século XX". Nesta série, ele pretende mostrar um corte transversal da sociedade durante a República de Weimar. A série é dividida em sete secções: O agricultor, o comerciante hábil, a Mulher, as Classes e Profissões, os Artistas, a Cidade e as Últimas Pessoas (pessoas sem-teto, veteranos, etc.)
Em 1945, o arquivo Sander incluía mais de 40 000 imagens.
Em 1961 recebeu o prêmio de cultura da associação alemã de fotografia.
Sander morreu em Colônia em 1964.

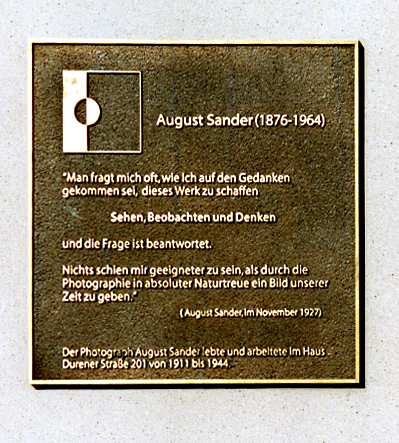
Placa na sua residência em Colônia

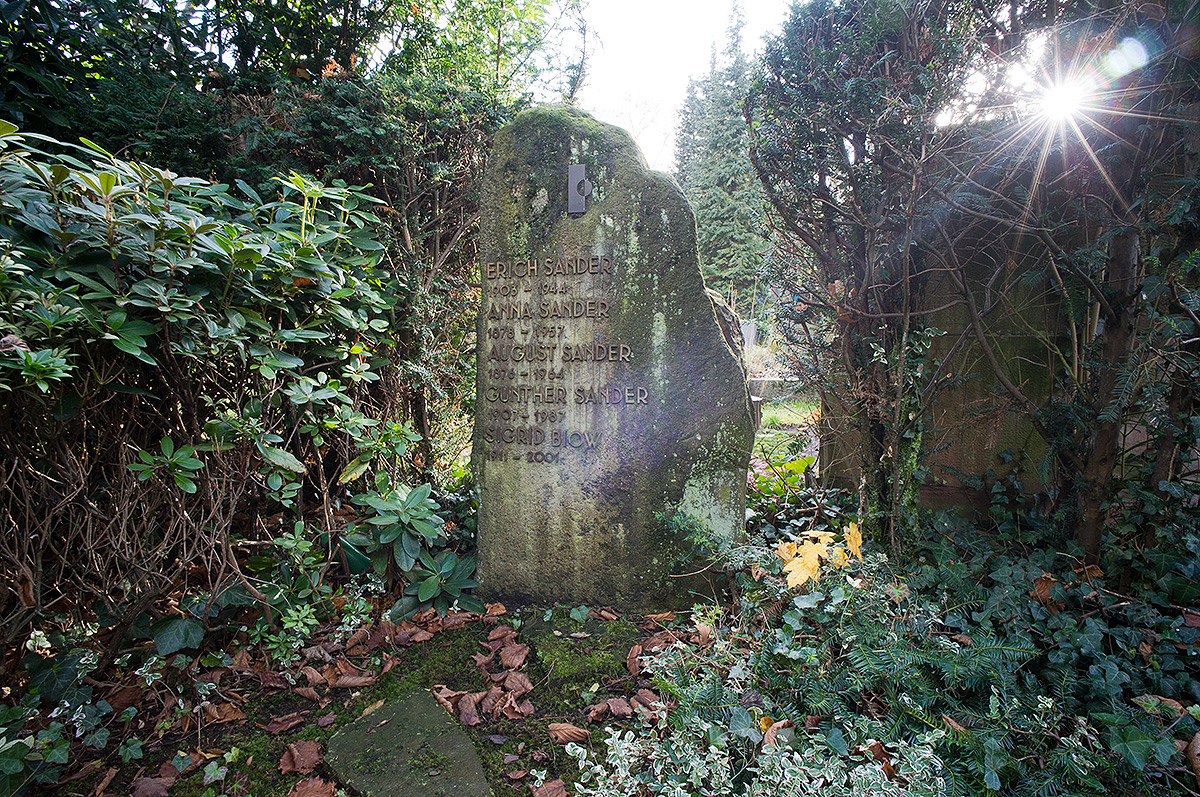
Sepultura de August Sander - cemitério de Melaten, Colônia

Em 2002, o Arquivo August Sander e a estudiosa Susanne Lange publicaram uma coleção de sete volumes que compreende cerca de 650 fotografias de Sander, People of the 20th Century.
Em 2008, um cratera  de Mercúrio foi chamada Sander em sua honra

## Museus
Alguns museus com obras de August Sander:
- Metropolitan Museum of Art[5]
- Museu J. Paul Getty[6]
- Instituto Valenciano de Arte Moderna[7][8]
- Museu de Arte Contemporânea de Barcelona[9]

## Exposições
Exposições mais importantes de August Sander

### Em vida do autor
- 1906—Linz  Große Ausstellung photographischer Bildnisse aus dem Atelier August Sander  ,  Landhaus-Pavillon
- 1927—Colônia, Kölnischer Kunstverein
- 1951— Colônia
- 1956—Nova Iorque, Museum of Modern Art (MoMA), exposición colectiva con Manuel Álvarez Bravo, Walker Evans e Paul Strand
- 1958 - Herdorf, aus Anlass der Ehrenbürgerwürde
- 1956— Nova Iorque, Museum of Modern Art
- 1959— Colônia, August Sander - Gestalten seiner Zeit, Deutsche Gesellschaft für Photographie (DGPh)

### Depois da sua morte
Seleção de algumas exposições:
- 1969—Nova Iorque, Museum of Modern Art
- 1972—Nova Iorque, Sonnabend Gallery[14]
- 1975—Munique, Stadt und Land, Westfälischer Kunstverein
- 1976—Chicago, The Art Institute of Chicago[15]
- 1977—Edimburgo
- 1977—Zurique Menschen ohne Maske, Fotográfiem 1906–1952, Kunstgewerbemuseum
- 1978—Linz, Stadtmuseum
- 1980—Berlim leste, representação permanente da República Federal Alemã, com Bernd und Hilha Becher[16]
- 1981—Leipzig, Galerie der Hochschule für Grafik und Buchkunst[17]
- 1985—Valência, Sala Parpallo[18]
- 1993—Aix-en-Provence, Antlitz der Zeit[19]
- 1994—Moscou, Museu Pouchkine[20]
- 1994—Tóquio, Museum of Contemporary Art[19]
- 1995—Bonn, Kunstmuseum[21]
- 1996—Colônia, August Sander (1876–1964). Fotógrafos da primeira metade do século XX, Rheinhalle 1 Rheinhallen[22]
- 1997—Colônia, August Sander, Karl Blossfeldt, Albert Renger-Patzsch, Bernd Hilla Becher: Vergleichende Konzeptionen Die Photographische Sammlung, Cologne, Mediapark[23]
- 1997—Colônia, August Sander. Photographien 1902–1939, Die Photographische Sammlung,  Mediapark[24]
- 2000—Colônia, Zeitgenossen. August Sander e a cena artística na Renânia no século XX, Josef-Haubrich-Kunsthalle[25]
- 2001—Colônia, August Sander : Menschen des 20. Jahrhunderts, Die Photographische Sammlung, Cologne, Mediapark[26]
- 2002—Madrid, PHotoEspanha[27]
- 2004—Frankfurt am Main, Städel-Museum[28]
- 2004—Berlim, August Sander : Menschen des 20. Jahrhunderts Das große Portraitwerk und Arveitem seiner Künstlerfreunde, Martin-Gropius-Bau[29]
- 2004—Frankfurt am Main, August Sander : Menschen des 20. Jahrhunderts Das große Portraitwerk, Städelsches Kunstinstitut und Städtische Galerie[29]
- 2004—Nova York, August Sander : Menschen des 20. Jahrhunderts Das große Portraitwerk, Metropolitan Museum of Art[30]
- 2006—Colônia, August Sander, Linzer Jahre 1901–1909, August Sander, Die Photographische Sammlung, Mediapark[31]
- 2008—Paris, August Sander, Uma seleção de retratos: "Hommes du XXe siècle", Goethe-Institut.[32]

### Livros

#### Do autor
- Sander, August (2002). August Sander, retratos, la mujer en el proyecto hombres del siglo XX. [S.l.]: Fundación Santander Central Hispano. ISBN 978-84-89913-37-0 e ISBN 84-89913-37-4

#### Sobre o autor
- Sander, Gunther (1986). August Sander. [S.l.]: Fundació Caixa de Pensions (Madrid). ISBN 978-84-505-4150-2 e ISBN 84-505-4150-6
- Castelo, Luis; Javier Calbet. «7.   La ruptura. La Photo-Secession ». Historia de la fotografía. Colección Flash Máis. [S.l.]: Editorial Acento. 76 páginas. ISBN 84-483-0676-7

### Revistas
- Alfieri, Carlos (2002). «Retratos de August Sander : La honestidad implacable» (PDF). Cuadernos hispanoamericanos (627). ISSN 0011-250X ,  pp.. 111-116
- Desa. Philippe (1998). «August Sander's 20th-Century People». On paper: the xournal of prints, drawings, and photography. 3 (1). ISSN 1089-7909,  pp. 44-48
- Jana, Reena (2002). «August Sander : New Contexts». On paper: the journal of prints, drawings, and photography. 7 (3). ISSN 1089-7909 ,  pp. 42-45
- Sausset, D (2002). «August Sander». L'oeil: revue d'art mensuelle (539). ISSN 0029-862X ,  pp. 74-81